# Michiel Vandenbussche
Pour les articles homonymes, voir Vandenbussche.
Michiel Vandenbussche, né à Roulers en 1945 et décédé des suites d'une longue maladie à Etterbeek le 5 avril 2006 fut un homme politique belge, député régional bruxellois, membre du Sociaal Progressief Alternatief (sp.a).
Il fut licencié en sciences politiques et sociales (KUL, fin des années 1960); travailleur socio-culturel à Bruxelles; conseiller au cabinet de la secrétaire d'Etat Lydia de Pauw.

## Carrière politique
- Échevin de l'Aménagement de l'Espace et des Affaires flamandes à Etterbeek (1989-)
- Député bruxellois (1989-1999).
  - Député flamand de Bruxelles